# Saint-Angeau
Saint-Angeau är en kommun i departementet Charente i regionen Nouvelle-Aquitaine i västra Frankrike. Kommunen ligger  i kantonen Mansle som ligger i arrondissementet Confolens. År 2017 hade Saint-Angeau 740 invånare.

## Befolkningsutveckling
Antalet invånare i kommunen Saint-Angeau
Referens:INSEE